# NGC 3928
NGC 3928 é uma galáxia elíptica (E) localizada na direcção da constelação de Ursa Major. Possui uma declinação de +48° 40' 59" e uma ascensão recta de 11 horas, 51 minutos e 47,6 segundos.
A galáxia NGC 3928 foi descoberta em 9 de Fevereiro de 1788 por William Herschel.